# Campionati balcanici di pallacanestro maschile
I campionati balcanici di pallacanestro maschile era un torneo di calcio disputato dal 1929 al 1990 e riservato alle Nazionali calcistiche della regione balcanica.

## Storia
Alla prima edizione della Coppa dei Balcani per nazioni (1959) parteciparono Albania, Bulgaria, Romania e Jugoslavia. Le squadre partecipanti si affrontavano una sola volta, e pe le prime due edizione fu la Bulgaria ad aggiudicarsele.
Nelle successive edizioni parteciparono anche 5 nazionali, con l'ultima edizione del 1990 con 6 squadre: nell'edizione successiva fece il proprio esordio la Turchia e nel 1962 la Grecia.
A dominire la competizione fu la Jugoslavia, che in 30 edizioni del torneo, si aggiudicò 28 medaglie: 23 ori e 5 argenti.

## Edizioni
| Anno          | Paese ospitante |            | Classifica finale | Classifica finale | Classifica finale | Classifica finale | Classifica finale | Classifica finale | Classifica finale | Classifica finale | Classifica finale | Classifica finale | Classifica finale | Classifica finale | Classifica finale | Classifica finale | Classifica finale | Classifica finale | Classifica finale | Classifica finale | Classifica finale | Classifica finale | Classifica finale | Classifica finale | Classifica finale | Classifica finale | Classifica finale | Classifica finale | Classifica finale | Classifica finale | Classifica finale | Classifica finale | Classifica finale | Classifica finale |
| Anno          | Paese ospitante | Campione   | Campione          | Campione          | 2º posto          | 2º posto          | 2º posto          | 3º posto          | 3º posto          | 3º posto          | 4º posto          | 4º posto          | 4º posto          |                   |                   |                   |                   |                   |                   |                   |                   |                   |                   |                   |                   |                   |                   |                   |                   |                   |                   |                   |                   |                   |
| 1959 Dettagli | Bucarest        | Bulgaria   | Bulgaria          | Bulgaria          | Jugoslavia        | Jugoslavia        | Jugoslavia        | Romania           | Romania           | Romania           | Albania           | Albania           | Albania           |                   |                   |                   |                   |                   |                   |                   |                   |                   |                   |                   |                   |                   |                   |                   |                   |                   |                   |                   |                   |                   |
| 1960 Dettagli | Sofia           | Bulgaria   | Bulgaria          | Bulgaria          | Jugoslavia        | Jugoslavia        | Jugoslavia        | Romania           | Romania           | Romania           | Turchia           | Turchia           | Turchia           |                   |                   |                   |                   |                   |                   |                   |                   |                   |                   |                   |                   |                   |                   |                   |                   |                   |                   |                   |                   |                   |
| 1961 Dettagli | Skopje          | Jugoslavia | Jugoslavia        | Jugoslavia        | Bulgaria          | Bulgaria          | Bulgaria          | Romania           | Romania           | Romania           | Turchia           | Turchia           | Turchia           |                   |                   |                   |                   |                   |                   |                   |                   |                   |                   |                   |                   |                   |                   |                   |                   |                   |                   |                   |                   |                   |
| 1962 Dettagli | Istanbul        | Jugoslavia | Jugoslavia        | Jugoslavia        | Turchia           | Turchia           | Turchia           | Bulgaria          | Bulgaria          | Bulgaria          | Romania           | Romania           | Romania           |                   |                   |                   |                   |                   |                   |                   |                   |                   |                   |                   |                   |                   |                   |                   |                   |                   |                   |                   |                   |                   |
| 1963 Dettagli | Atene           | Jugoslavia | Jugoslavia        | Jugoslavia        | Grecia            | Grecia            | Grecia            | Bulgaria          | Bulgaria          | Bulgaria          | Romania           | Romania           | Romania           |                   |                   |                   |                   |                   |                   |                   |                   |                   |                   |                   |                   |                   |                   |                   |                   |                   |                   |                   |                   |                   |
| 1964 Dettagli | Bucarest        | Jugoslavia | Jugoslavia        | Jugoslavia        | Romania           | Romania           | Romania           | Grecia            | Grecia            | Grecia            | Bulgaria          | Bulgaria          | Bulgaria          |                   |                   |                   |                   |                   |                   |                   |                   |                   |                   |                   |                   |                   |                   |                   |                   |                   |                   |                   |                   |                   |
| 1965 Dettagli | Tirana          | Jugoslavia | Jugoslavia        | Jugoslavia        | Bulgaria          | Bulgaria          | Bulgaria          | Turchia           | Turchia           | Turchia           | Romania           | Romania           | Romania           |                   |                   |                   |                   |                   |                   |                   |                   |                   |                   |                   |                   |                   |                   |                   |                   |                   |                   |                   |                   |                   |
| 1966 Dettagli | Sofia           | Jugoslavia | Jugoslavia        | Jugoslavia        | Romania           | Romania           | Romania           | Grecia            | Grecia            | Grecia            | Bulgaria          | Bulgaria          | Bulgaria          |                   |                   |                   |                   |                   |                   |                   |                   |                   |                   |                   |                   |                   |                   |                   |                   |                   |                   |                   |                   |                   |
| 1967 Dettagli | Skopje          | Jugoslavia | Jugoslavia        | Jugoslavia        | Bulgaria          | Bulgaria          | Bulgaria          | Grecia            | Grecia            | Grecia            | Romania           | Romania           | Romania           |                   |                   |                   |                   |                   |                   |                   |                   |                   |                   |                   |                   |                   |                   |                   |                   |                   |                   |                   |                   |                   |
| 1968 Dettagli | Smirne          | Jugoslavia | Jugoslavia        | Jugoslavia        | Romania           | Romania           | Romania           | Turchia           | Turchia           | Turchia           | Bulgaria          | Bulgaria          | Bulgaria          |                   |                   |                   |                   |                   |                   |                   |                   |                   |                   |                   |                   |                   |                   |                   |                   |                   |                   |                   |                   |                   |
| 1969 Dettagli | Salonicco       | Jugoslavia | Jugoslavia        | Jugoslavia        | Grecia            | Grecia            | Grecia            | Romania           | Romania           | Romania           | Bulgaria          | Bulgaria          | Bulgaria          |                   |                   |                   |                   |                   |                   |                   |                   |                   |                   |                   |                   |                   |                   |                   |                   |                   |                   |                   |                   |                   |
| 1970 Dettagli | Bucarest        | Jugoslavia | Jugoslavia        | Jugoslavia        | Bulgaria          | Bulgaria          | Bulgaria          | Romania           | Romania           | Romania           | Grecia            | Grecia            | Grecia            |                   |                   |                   |                   |                   |                   |                   |                   |                   |                   |                   |                   |                   |                   |                   |                   |                   |                   |                   |                   |                   |
| 1971 Dettagli | Vidin           | Bulgaria   | Bulgaria          | Bulgaria          | Jugoslavia        | Jugoslavia        | Jugoslavia        | Turchia           | Turchia           | Turchia           | Grecia            | Grecia            | Grecia            |                   |                   |                   |                   |                   |                   |                   |                   |                   |                   |                   |                   |                   |                   |                   |                   |                   |                   |                   |                   |                   |
| 1972 Dettagli | Sarajevo        | Jugoslavia | Jugoslavia        | Jugoslavia        | Grecia            | Grecia            | Grecia            | Romania           | Romania           | Romania           | Bulgaria          | Bulgaria          | Bulgaria          |                   |                   |                   |                   |                   |                   |                   |                   |                   |                   |                   |                   |                   |                   |                   |                   |                   |                   |                   |                   |                   |
| 1973 Dettagli | Istanbul        | Jugoslavia | Jugoslavia        | Jugoslavia        | Bulgaria          | Bulgaria          | Bulgaria          | Romania           | Romania           | Romania           | Turchia           | Turchia           | Turchia           |                   |                   |                   |                   |                   |                   |                   |                   |                   |                   |                   |                   |                   |                   |                   |                   |                   |                   |                   |                   |                   |
| 1974 Dettagli | Salonicco       | Jugoslavia | Jugoslavia        | Jugoslavia        | Bulgaria          | Bulgaria          | Bulgaria          | Romania           | Romania           | Romania           | Grecia            | Grecia            | Grecia            |                   |                   |                   |                   |                   |                   |                   |                   |                   |                   |                   |                   |                   |                   |                   |                   |                   |                   |                   |                   |                   |
| 1975 Dettagli | Bucarest        | Jugoslavia | Jugoslavia        | Jugoslavia        | Romania           | Romania           | Romania           | Bulgaria          | Bulgaria          | Bulgaria          | Grecia            | Grecia            | Grecia            |                   |                   |                   |                   |                   |                   |                   |                   |                   |                   |                   |                   |                   |                   |                   |                   |                   |                   |                   |                   |                   |
| 1976 Dettagli | Burgas          | Jugoslavia | Jugoslavia        | Jugoslavia        | Bulgaria          | Bulgaria          | Bulgaria          | Grecia            | Grecia            | Grecia            | Romania           | Romania           | Romania           |                   |                   |                   |                   |                   |                   |                   |                   |                   |                   |                   |                   |                   |                   |                   |                   |                   |                   |                   |                   |                   |
| 1977 Dettagli | Skopje          | Jugoslavia | Jugoslavia        | Jugoslavia        | Romania           | Romania           | Romania           | Grecia            | Grecia            | Grecia            | Bulgaria          | Bulgaria          | Bulgaria          |                   |                   |                   |                   |                   |                   |                   |                   |                   |                   |                   |                   |                   |                   |                   |                   |                   |                   |                   |                   |                   |
| 1978 Dettagli | Ankara          | Jugoslavia | Jugoslavia        | Jugoslavia        | Romania           | Romania           | Romania           | Bulgaria          | Bulgaria          | Bulgaria          | Grecia            | Grecia            | Grecia            |                   |                   |                   |                   |                   |                   |                   |                   |                   |                   |                   |                   |                   |                   |                   |                   |                   |                   |                   |                   |                   |
| 1979 Dettagli | Atene           | Grecia     | Grecia            | Grecia            | Jugoslavia        | Jugoslavia        | Jugoslavia        | Turchia           | Turchia           | Turchia           | Romania           | Romania           | Romania           |                   |                   |                   |                   |                   |                   |                   |                   |                   |                   |                   |                   |                   |                   |                   |                   |                   |                   |                   |                   |                   |
| 1980 Dettagli | Cluj-Napoca     | Jugoslavia | Jugoslavia        | Jugoslavia        | Romania           | Romania           | Romania           | Grecia            | Grecia            | Grecia            | Bulgaria          | Bulgaria          | Bulgaria          |                   |                   |                   |                   |                   |                   |                   |                   |                   |                   |                   |                   |                   |                   |                   |                   |                   |                   |                   |                   |                   |
| 1981 Dettagli | Sofia           | Turchia    | Turchia           | Turchia           | Bulgaria          | Bulgaria          | Bulgaria          | Grecia            | Grecia            | Grecia            | Romania           | Romania           | Romania           |                   |                   |                   |                   |                   |                   |                   |                   |                   |                   |                   |                   |                   |                   |                   |                   |                   |                   |                   |                   |                   |
| 1982 Dettagli | Istanbul        | Jugoslavia | Jugoslavia        | Jugoslavia        | Turchia           | Turchia           | Turchia           | Bulgaria          | Bulgaria          | Bulgaria          | Romania           | Romania           | Romania           |                   |                   |                   |                   |                   |                   |                   |                   |                   |                   |                   |                   |                   |                   |                   |                   |                   |                   |                   |                   |                   |
| 1983 Dettagli | Titov Vrbas     | Jugoslavia | Jugoslavia        | Jugoslavia        | Grecia            | Grecia            | Grecia            | Turchia           | Turchia           | Turchia           | Bulgaria          | Bulgaria          | Bulgaria          |                   |                   |                   |                   |                   |                   |                   |                   |                   |                   |                   |                   |                   |                   |                   |                   |                   |                   |                   |                   |                   |
| 1984 Dettagli | Atene           | Bulgaria   | Bulgaria          | Bulgaria          | Jugoslavia        | Jugoslavia        | Jugoslavia        | Grecia            | Grecia            | Grecia            | Romania           | Romania           | Romania           |                   |                   |                   |                   |                   |                   |                   |                   |                   |                   |                   |                   |                   |                   |                   |                   |                   |                   |                   |                   |                   |
| 1985 Dettagli | Bucarest        | Jugoslavia | Jugoslavia        | Jugoslavia        | Turchia           | Turchia           | Turchia           | Grecia            | Grecia            | Grecia            | Romania           | Romania           | Romania           |                   |                   |                   |                   |                   |                   |                   |                   |                   |                   |                   |                   |                   |                   |                   |                   |                   |                   |                   |                   |                   |
| 1986 Dettagli | Sofia           | Grecia     | Grecia            | Grecia            | Bulgaria          | Bulgaria          | Bulgaria          | Romania           | Romania           | Romania           | Jugoslavia        | Jugoslavia        | Jugoslavia        |                   |                   |                   |                   |                   |                   |                   |                   |                   |                   |                   |                   |                   |                   |                   |                   |                   |                   |                   |                   |                   |
| 1988 Dettagli | Adalia          | Jugoslavia | Jugoslavia        | Jugoslavia        | Bulgaria          | Bulgaria          | Bulgaria          | Turchia           | Turchia           | Turchia           | Grecia            | Grecia            | Grecia            |                   |                   |                   |                   |                   |                   |                   |                   |                   |                   |                   |                   |                   |                   |                   |                   |                   |                   |                   |                   |                   |
| 1990 Dettagli | Skopje          | Jugoslavia | Jugoslavia        | Jugoslavia        | Romania           | Romania           | Romania           | Bulgaria          | Bulgaria          | Bulgaria          | Grecia            | Grecia            | Grecia            |                   |                   |                   |                   |                   |                   |                   |                   |                   |                   |                   |                   |                   |                   |                   |                   |                   |                   |                   |                   |                   |

## Albo d'oro
| Posizione | Paese      | Oro | Argento | Bronzo | Totale |
| --------- | ---------- | --- | ------- | ------ | ------ |
| 1         | Jugoslavia | 23  | 5       | 0      | 28     |
| 2         | Bulgaria   | 4   | 10      | 6      | 20     |
| 3         | Grecia     | 2   | 4       | 9      | 15     |
| 4         | Turchia    | 1   | 3       | 6      | 10     |
| 5         | Romania    | 0   | 8       | 9      | 17     |